# École des ingénieurs de la ville de Paris
L'École des Ingénieurs de la Mairie de Paris (in italiano: Scuola di ingegneri della Città di Parigi) o EIVP è una grande école pubblica creata nel 1959 a Parigi. 
È l'unica istituzione formativa di livello universitario specializzata in ingegneria urbana.